# Adiaké
Adiaké – miasto w południowo-wschodnim Wybrzeżu Kości Słoniowej, w Dystrykcie Comoé, nad Laguną Aby. Według spisu z 2014 roku miasto liczy ponad 19 tys. mieszkańców.